# Districte de Roanne
El Districte de Roanne és un dels tres districtes del departament francès del Loira, a la regió d'Alvèrnia-Roine-Alps. Té 11 cantons i 115 municipis. El cap del districte és la sotsprefectura de Roanne.

## Cantons
cantó de Belmont-de-la-Loire - cantó de Charlieu - cantó de Néronde - cantó de la Pacaudière - cantó de Perreux - cantó de Roanne-Nord - cantó de Roanne-Sud - cantó de Saint-Germain-Laval - cantó de Saint-Haon-le-Châtel - cantó de Saint-Just-en-Chevalet - cantó de Saint-Symphorien-de-Lay